# Formel-Renault-3.5-Saison 2012
Die Formel-Renault-3.5-Saison 2012 war die 15. Saison der Hauptserie der World Series by Renault, die zum 8. Mal als Formel Renault 3.5 ausgetragen wurde. Sie begann am 5. Mai in Alcañiz und endete am 21. Oktober in Barcelona.

## Regeländerungen

### Technische Änderungen
Das bisherige Dallara-Chassis wurde durch das neue Chassis Dallara T12 abgelöst. Als neuer Motor wurde ein 530 PS (400 kW) starker 3,5-l-V8-Motor vom britischen Hersteller Zytek eingeführt. Das Fahrzeug erhielt ein neues Getriebe von Ricardo und verfügte über ein Drag Reduction System (DRS), das in der Formel-1-Saison 2011 im Motorsport eingeführt wurde. Das neue Auto ist mit einem Gewicht von 610 kg 15 kg leichter als sein Vorgänger und der Motor ist um 50 PS stärker.
Die Entwicklungstestfahrten führten Romain Grosjean, Ben Hanley und Andy Souček durch.

## Teams und Fahrer
Alle Teams verwendeten das Chassis Dallara T12, Motoren von Zytek sowie Reifen von Michelin.
| Team                       | Auto # | Fahrer                 | Rennwochenende |
| -------------------------- | ------ | ---------------------- | -------------- |
| Carlin                     | 01     | Kevin Magnussen        | 1–9            |
| Carlin                     | 02     | Will Stevens           | 1–9            |
| Fortec Motorsport          | 03     | Carlos Huertas         | 1–9            |
| Fortec Motorsport          | 04     | Robin Frijns           | 1–9            |
| ISR                        | 05     | Sam Bird               | 1–9            |
| ISR                        | 06     | Jake Rosenzweig        | 1–9            |
| Tech 1 Racing              | 07     | Kevin Korjus           | 1–6            |
| Tech 1 Racing              | 07     | Daniel Abt             | 7–9            |
| Tech 1 Racing              | 08     | Jules Bianchi          | 1–9            |
| P1 Motorsport              | 09     | Walter Grubmüller      | 1–9            |
| P1 Motorsport              | 10     | Daniil Mowe            | 1–9            |
| Lotus                      | 11     | Richie Stanaway        | 1–3            |
| Lotus                      | 11     | César Ramos            | 4, 5           |
| Lotus                      | 11     | Nigel Melker           | 6              |
| Lotus                      | 11     | Kevin Korjus           | 7–9            |
| Lotus                      | 12     | Marco Sørensen         | 1–9            |
| BVM Target                 | 15     | Giovanni Venturini     | 1–4            |
| BVM Target                 | 15     | Sergei Sirotkin        | 5              |
| BVM Target                 | 15     | Daniel Zampieri        | 6              |
| BVM Target                 | 15     | Tamás Pál Kiss         | 7, 9           |
| BVM Target                 | 15     | Davide Rigon           | 8              |
| BVM Target                 | 16     | Nikolai Marzenko       | 1–9            |
| Team RFR                   | 17     | Michail Aljoschin      | 1–9            |
| Team RFR                   | 18     | Anton Nebylizki        | 1–6            |
| Team RFR                   | 18     | Aaro Vainio            | 7–9            |
| Pons Racing                | 19     | Yann Cunha             | 1–9            |
| Pons Racing                | 20     | Zoël Amberg            | 1–9            |
| International Draco Racing | 21     | Nico Müller            | 1–9            |
| International Draco Racing | 22     | André Negrão           | 1–9            |
| Comtec Racing              | 23     | Vittorio Ghirelli      | 1–9            |
| Comtec Racing              | 24     | Nick Yelloly           | 1–9            |
| Arden Caterham             | 25     | Alexander Rossi        | 1–9            |
| Arden Caterham             | 26     | Lewis Williamson       | 1–3            |
| Arden Caterham             | 26     | António Félix da Costa | 4–9            |
| DAMS                       | 27     | Lucas Foresti          | 1–9            |
| DAMS                       | 28     | Arthur Pic             | 1–9            |

### Änderungen bei den Fahrern
Die folgende Auflistung enthält alle Fahrer, die an der Formel-Renault-3.5-Saison 2011 teilgenommen haben und in der Saison 2012 nicht für dasselbe Team wie 2011 starteten.
Fahrer, die ihr Team gewechselt haben:
- Arthur Pic: Tech 1 Racing → DAMS
- César Ramos: Fortec Motorsport → Lotus
- Jake Rosenzweig: Mofaz Racing → ISR
- Alexander Rossi: Fortec Motorsport → Arden Caterham
- Lewis Williamson: ISR → Arden Caterham
- Nick Yelloly: Pons Racing → Comtec Racing

Fahrer, die in die Formel Renault 3.5 einstiegen bzw. zurückkehrten:
- Daniel Abt: Formel-3-Euroserie (Signature) → Tech 1 Racing
- Zoël Amberg: GP3-Serie (Atech CRS Grand Prix) → Pons Racing
- Jules Bianchi: GP2-Serie (Lotus ART) → Tech 1 Racing
- Sam Bird: GP2-Serie (iSport International) → ISR
- Yann Cunha: Britische Formel-3-Meisterschaft (T-Sport) → Pons Racing
- António Félix da Costa: GP3-Serie (Status Grand Prix) → Arden Caterham
- Lucas Foresti: Britische Formel-3-Meisterschaft (Fortec Motorsport) → DAMS
- Robin Frijns: Formel Renault 2.0 Eurocup (Josef Kaufmann Racing) → Fortec Motorsport
- Vittorio Ghirelli: GP3-Serie (Addax Team) → Comtec Racing
- Carlos Huertas: Britische Formel-3-Meisterschaft (Carlin) → Fortec Motorsport
- Kevin Magnussen: Britische Formel-3-Meisterschaft (Carlin) → Carlin
- Nikolai Marzenko: Deutscher Formel-3-Cup (Max Travin Racing Team) → BVM Target
- Nigel Melker: GP3-Serie (RSC Mücke Motorsport) → Lotus
- Nico Müller: GP3-Serie (Jenzer Motorsport) → International Draco Racing
- Tamás Pál Kiss: GP3-Serie (Tech 1 Racing) → BVM Target
- Davide Rigon: GP2-Serie (Scuderia Coloni) → BVM Target
- Sergei Sirotkin: Formel Abarth (Euronova Racing by Fortec) → BVM Target
- Marco Sørensen: Deutscher Formel-3-Cup (Brandl Motorsport) → Lotus
- Richie Stanaway: Deutscher Formel-3-Cup (Van Amersfoort Racing) → Lotus
- Will Stevens: Formel Renault 2.0 Eurocup (Fortec Motorsport) → Carlin
- Aaro Vainio: GP3-Serie (Tech 1 Racing) → Team RFR
- Giovanni Venturini: Auto GP (Griffitz Durango) → BVM Target

Fahrer, die die Formel Renault 3.5 verlassen haben:
- Nathanaël Berthon: ISR → GP2-Serie (Racing Engineering)
- Sergio Canamasas: BVM Target → GP2-Serie (Venezuela GP Lazarus)
- Jan Charouz: Gravity - Charouz → WEC (ADR-Delta)
- Albert Costa: EPIC Racing → Eurocup Mégane Trophy (Oregon Team)
- Chris van der Drift: Mofaz Racing → Auto GP (MP Motorsport)
- Brendon Hartley: Gravity - Charouz → GP2-Serie (Ocean Racing Technology)
- Daniël de Jong: Comtec Racing → Auto GP (MP Motorsport)
- Daniel McKenzie: Comtec Racing → FIA-Formel-2-Meisterschaft
- Nelson Panciatici: KMP Racing → WEC (Signatech Nissan)
- Sten Pentus: EPIC Racing → Auto GP (Virtuosi Racing UK)
- Daniel Ricciardo: ISR → Formel 1 (Scuderia Toro Rosso)
- Stéphane Richelmi: International Draco Racing → GP2-Serie (Trident Racing)
- Filip Salaquarda: Pons Racing → FIA-GT1-Weltmeisterschaft (AF Corse)
- Adrien Tambay: International Draco Racing → DTM (Abt Sportsline)
- Jean-Éric Vergne: Carlin → Formel 1 (Scuderia Toro Rosso)
- Jean Karl Vernay: Pons Racing → WEC (Luxury Racing)
- Oliver Webb: Pons Racing → Indy Lights (Sam Schmidt Motorsports)
- Robert Wickens: Carlin → DTM (Mücke Motorsport)

Fahrer, die noch keinen Vertrag für ein Renncockpit 2012 besitzen:
- Adam Carroll
- Fairuz Fauzy
- Michael Herck
- Marcos Martínez
- Dominic Storey

### Änderungen bei den Teams
18 Teams bewarben sich um einen Startplatz für die Saison 2012. Neben 12 Teams (BVM Target, Carlin, Comtec Racing, EPIC Racing, Fortec Motorsport, Gravity - Charouz, International Draco Racing, ISR, KMP Racing, P1 Motorsport, Pons Racing und Tech 1 Racing), die auch schon 2011 antraten, waren dies Arden International und DAMS aus der GP2-Serie, Atech Reid GP aus der Superleague Formula, Koiranen Motorsport aus dem Formel Renault 2.0 Eurocup sowie das Max Travin Racing Team und Van Amersfoort Racing aus dem deutschen Formel-3-Cup.
13 Teams wurden zur Saison 2012 zugelassen. Von den bisherigen Rennställen wurde EPIC Racing nicht ausgewählt. Arden International und DAMS erhielten den Zuschlag für den Einstieg in die Formel Renault 3.5. EPIC Racing und Koiranen Motorsport wurden als Nachrücker nominiert.
Mofaz Racing bewarb sich nicht um einen Startplatz, da die Finanzierung nicht mehr gewährleistet werden konnte. Das Team der Familie des malaysischen Rennfahrers Fairuz Fauzy trat von 2009 bis 2011 in der Formel Renault 3.5 an.
Mitte Februar gab Arden eine Kooperation mit dem Motorsportrennstall Caterham bekannt, der 2012 wie Arden auch in der GP2-Serie antrat und zudem in der Formel 1 aktiv ist. Das gemeinsame Projekt nahm unter dem Namen Arden Caterham Motorsport an der Formel Renault 3.5 teil.
KMP Racing nannte sich im Februar in RFR um. RFR ist eine Abkürzung für Russia France Racing bzw. Russian Force Racing. Das Personal des Rennstalls wechselte nahezu komplett. Langfristig wird vom Teammitbesitzer Dmitry Sapgir ein Techniker-Team angestrebt, das ausschließlich aus russischen Ingenieuren besteht.
Das von Charouz Racing System betriebene Team Gravity-Charouz Racing trat in der Saison 2012 mit Unterstützung von Lotus Cars als Lotus an.

### Änderungen während der Saison
- Richie Stanaway brach sich bei einem Unfall in Spa-Francorchamps zwei Wirbel und fiel für die restliche Saison aus.[41] César Ramos wurde schließlich als Ersatz von Lotus unter Vertrag genommen.[13]
- Lewis Williamson wurde, nachdem er an den ersten drei Rennwochenenden ohne Punkte geblieben war, durch António Félix da Costa ersetzt. Williamson verlor zudem seinen Platz im Förderprogramm des Getränkeherstellers Red Bull. Auch dieser ging an Félix da Costa.[33]

## Rennkalender
Der Rennkalender der Saison 2012 wurde am 10. Oktober 2011 veröffentlicht. Er umfasste neun Rennwochenenden, an denen jeweils zwei Rennen stattfanden. Das Rennen in Silverstone, das zusammen mit der ELMS ausgetragen wurde, sowie das Rennen in Monte Carlo, das im Rahmenprogramm der Formel 1 stattfand, waren nicht Bestandteil der World Series by Renault, die 2012 die anderen sieben Veranstaltungen umfasste.
Erstmals wurde eine Veranstaltung auf dem Moscow Raceway in Russland ausgetragen. In Monza fand hingegen kein Rennen mehr statt.
| Nr. | Datum         | Rennstrecke       | Sieger                 | Zweiter                | Dritter         |
| --- | ------------- | ----------------- | ---------------------- | ---------------------- | --------------- |
| 01. | 05. Mai       | Alcañiz           | Nick Yelloly           | Kevin Magnussen        | Robin Frijns    |
| 02. | 06. Mai       | Alcañiz           | Robin Frijns           | Sam Bird               | Arthur Pic      |
| 03. | 27. Mai       | Monte Carlo       | Sam Bird               | Jules Bianchi          | Alexander Rossi |
| 04. | 02. Juni      | Spa-Francorchamps | Marco Sørensen         | Jules Bianchi          | Sam Bird        |
| 05. | 03. Juni      | Spa-Francorchamps | Kevin Magnussen        | Nick Yelloly           | Robin Frijns    |
| 06. | 30. Juni      | Nürburg           | Jules Bianchi          | Nico Müller            | Robin Frijns    |
| 07. | 01. Juli      | Nürburg           | Nick Yelloly           | Marco Sørensen         | André Negrão    |
| 08. | 14. Juli      | Wolokolamsk       | Robin Frijns           | Jules Bianchi          | Sam Bird        |
| 09. | 15. Juli      | Wolokolamsk       | Arthur Pic             | Walter Grubmüller      | Kevin Korjus    |
| 10. | 25. August    | Silverstone       | Jules Bianchi          | Robin Frijns           | Nigel Melker    |
| 11. | 26. August    | Silverstone       | Sam Bird               | António Félix da Costa | Jules Bianchi   |
| 12. | 15. September | Mogyoród          | Robin Frijns           | Kevin Magnussen        | Jules Bianchi   |
| 13. | 16. September | Mogyoród          | António Félix da Costa | Marco Sørensen         | Will Stevens    |
| 14. | 29. September | Le Castellet      | António Félix da Costa | Nick Yelloly           | Daniil Mowe     |
| 15. | 30. September | Le Castellet      | Jules Bianchi          | António Félix da Costa | Sam Bird        |
| 16. | 20. Oktober   | Barcelona         | António Félix da Costa | Sam Bird               | Robin Frijns    |
| 17. | 21. Oktober   | Barcelona         | António Félix da Costa | Michail Aljoschin      | Aaro Vainio     |

## Wertungen

### Punktesystem
Die Punkte wurden in allen Rennen nach folgendem Schema vergeben:
| Position | 1  | 2  | 3  | 4  | 5  | 6 | 7 | 8 | 9 | 10 |
| -------- | -- | -- | -- | -- | -- | - | - | - | - | -- |
| Punkte   | 25 | 18 | 15 | 12 | 10 | 8 | 6 | 4 | 2 | 1  |

### Fahrerwertung
| Pos. | Fahrer            | ALC | ALC | MON | SPA | SPA | NÜR | NÜR | MOS | MOS | SIL | SIL | HUN | HUN | LEC | LEC | CAT | CAT | Punkte |
| Pos. | Fahrer            | R1  | R2  | R1  | R1  | R2  | R1  | R2  | R1  | R2  | R1  | R2  | R1  | R2  | R1  | R2  | R1  | R2  | Punkte |
| ---- | ----------------- | --- | --- | --- | --- | --- | --- | --- | --- | --- | --- | --- | --- | --- | --- | --- | --- | --- | ------ |
| 01   | R. Frijns         | 3   | 1   | DNF | 7   | 3   | 3   | 5   | 1   | 17  | 2   | 9   | 1   | 5   | 7   | 9   | 3   | 14  | 189    |
| 02   | J. Bianchi        | DSQ | 13  | 2   | 2   | 17  | 1   | 12  | 2   | 7   | 1   | 3   | 3   | 9   | 4   | 1   | 7   | DNF | 185    |
| 03   | S. Bird           | 9   | 2   | 1   | 3   | 5   | 8   | 4   | 3   | DNF | DNF | 1   | 10  | 4   | 10  | 3   | 2   | 7   | 179    |
| 04   | A. Félix da Costa |     |     |     |     |     | 9   | 11  | 7   | 15  | 5   | 2   | 4   | 1   | 1   | 2   | 1   | 1   | 166    |
| 05   | N. Yelloly        | 1   | 18  | 7   | 9   | 2   | DNF | 1   | 12  | 16  | 4   | 8   | 14  | 20  | 2   | 4   | 15  | 13  | 122    |
| 06   | M. Sørensen       | 7   | DNF | 6   | 1   | 7   | 6   | 2   | 6   | DNF | DNF | 19* | 8   | 2   | 5   | 5   | 10  | DNF | 122    |
| 07   | K. Magnussen      | 2   | DNF | DNF | 21* | 1   | 5   | 8   | 16* | 10  | DNF | DNF | 2   | 23* | 6   | 24* | 5   | 4   | 106    |
| 08   | A. Pic            | DNF | 3   | 11  | 15  | DNF | 4   | DNF | 4   | 1   | DNF | 4   | 5   | 6   | DNF | 14  | 11  | 6   | 102    |
| 09   | N. Müller         | DNF | DNF | 5   | 5   | 4   | 2   | DNF | 8   | DNF | DNF | 7   | 6   | DNF | 8   | 7   | 12  | 15  | 78     |
| 10   | K. Korjus         | DNF | 4   | 4   | DNF | 13  | 14  | DNF | 5   | 3   | DNF | 15  | 12  | 7   | 9   | 8   | 6   | 17  | 69     |
| 11   | A. Rossi          | DNF | 5   | 3   | 11  | DNF | 18  | 9   | 17* | 5   | DNF | 5   | 9   | 8   | 22  | 16  | 19  | 5   | 63     |
| 12   | W. Stevens        | 6   | 8   | 12  | 13  | 8   | 10  | 13  | 10  | 8   | DNF | 6   | 23  | 3   | 11  | 11  | 4   | 9   | 59     |
| 13   | M. Aljoschin      | DNF | 11  | 8   | 4   | DNF | 13  | 6   | 14  | 9   | 11* | 17* | DNF | 19  | 12  | 17  | 9   | 2   | 46     |
| 14   | W. Grubmüller     | 16  | DNF | 9   | 8   | 6   | 7   | 15  | DNF | 2   | 9   | DNF | 20  | 10  | 13  | 12  | 13  | 10  | 42     |
| 15   | A. Negrão         | 8   | 10  | DNF | 12  | 12  | 19  | 3   | 13  | 4   | DNF | 16  | 15  | DNF | DNF | 22  | 14  | 8   | 36     |
| 16   | C. Huertas        | 4   | 12  | 10  | DNF | DNF | 23* | DNF | DNF | 6   | 6   | 11  | 7   | 12  | 15  | 15  | 18  | 18  | 35     |
| 17   | D. Mowe           | 17  | 7   | 15  | 14  | 14  | 15  | 7   | 9   | 11  | DNF | 14  | 17  | 15  | 3   | 25* | 21  | 16  | 29     |
| 18   | A. Vainio         |     |     |     |     |     |     |     |     |     |     |     | DNF | 18  | 16  | 6   | 8   | 3   | 27     |
| 19   | N. Melker         |     |     |     |     |     |     |     |     |     | 3   | DNF |     |     |     |     |     |     | 15     |
| 20   | N. Marzenko       | 5   | 15  | 18  | 10  | 9   | 21  | DNF | DNF | 18  | DNF | 12  | DNF | 14  | 23  | 21  | 25  | 20  | 13     |
| 21   | J. Rosenzweig     | DNF | DNF | DNF | 6   | 18  | 11  | 17* | DNF | 12  | DNF | 13  | 16  | 22  | 20  | 20  | 17  | 11  | 8      |
| 22   | R. Stanaway       | DNF | 6   | DNF | NC  | DNF | INJ | INJ | INJ | INJ | INJ | INJ | INJ | INJ | INJ | INJ | INJ | INJ | 8      |
| 23   | L. Foresti        | 11  | DNF | 17  | DNF | DNF | DNF | 10  | 18* | 14  | 7   | 18  | 11  | 13  | 14  | 10  | DNF | DNF | 8      |
| 24   | V. Ghirelli       | 12  | 17  | 16  | 20* | DNF | DNF | DNF | 11  | DNF | 8   | 10  | 21  | 17  | 17  | 23  | 20  | 19  | 5      |
| 25   | G. Venturini      | DNF | 9   | DNF | 16  | 10  | 22  | 14  |     |     |     |     |     |     |     |     |     |     | 3      |
| 26   | Z. Amberg         | 10  | 16  | 14  | 18  | DNF | 16  | 18  | 15  | 13  | DNF | DNF | 13  | 16  | 18  | DNF | 24  | 22  | 1      |
| 27   | D. Zampieri       |     |     |     |     |     |     |     |     |     | 10  | DNF |     |     |     |     |     |     | 1      |
| 28   | T. Pál Kiss       |     |     |     |     |     |     |     |     |     |     |     | 19  | 11  |     |     | 22  | 12  | 0      |
| 29   | Y. Cunha          | 15  | DNF | DNF | 17  | 11  | 17  | DNF | 19  | DNF | DNF | DNF | 22  | 21  | 21  | 19  | 23  | 21  | 0      |
| 30   | C. Ramos          |     |     |     |     |     | 12  | DNF | DNF | DNF |     |     |     |     |     |     |     |     | 0      |
| 31   | A. Nebylizki      | 13  | 14  | 20  | DNS | 15  | 20  | 16  | DNF | DNF | DNF | DNF |     |     |     |     |     |     | 0      |
| 32   | L. Williamson     | 14  | DNF | 13  | 19  | 16  |     |     |     |     |     |     |     |     |     |     |     |     | 0      |
| 33   | D. Rigon          |     |     |     |     |     |     |     |     |     |     |     |     |     | 19  | 13  |     |     | 0      |
| 34   | D. Abt            |     |     |     |     |     |     |     |     |     |     |     | 18  | 24  | DNF | 18  | 16  | DNF | 0      |
| 35   | S. Sirotkin       |     |     |     |     |     |     |     | 20  | DNF |     |     |     |     |     |     |     |     | 0      |
| Pos. | Fahrer            | R1  | R2  | R1  | R1  | R2  | R1  | R2  | R1  | R2  | R1  | R2  | R1  | R2  | R1  | R2  | R1  | R2  | Punkte |
| Pos. | Fahrer            | ALC | ALC | MON | SPA | SPA | NÜR | NÜR | MOS | MOS | SIL | SIL | HUN | HUN | LEC | LEC | CAT | CAT | Punkte |

| Farbe         | Bedeutung                               |
| ------------- | --------------------------------------- |
| Gold          | Sieger                                  |
| Silber        | 2. Platz                                |
| Bronze        | 3. Platz                                |
| Grün          | Platzierung in den Punkten              |
| Blau          | Klassifiziert außerhalb der Punkteränge |
| Violett       | Rennen nicht beendet (DNF)              |
| Violett       | nicht klassifiziert (NC)                |
| Rot           | nicht qualifiziert (DNQ)                |
| Schwarz       | disqualifiziert (DSQ)                   |
| Weiß          | nicht am Start (DNS)                    |
| Weiß          | zurückgezogen (WD)                      |
| Weiß          | Rennen abgesagt (C)                     |
| ohne Farbe    | nicht am Training teilgenommen (DNP)    |
| ohne Farbe    | verletzt oder krank (INJ)               |
| ohne Farbe    | ausgeschlossen (EX)                     |
| ohne Farbe    | nicht erschienen (DNA)                  |
| fett          | Pole-Position                           |
| kursiv        | Schnellste Rennrunde                    |
| unterstrichen | WM-Führung                              |
| hochgestellt  | Platzierung im Sprintrennen             |